# Proasellus lescherae
Proasellus lescherae és una espècie de crustaci isòpode pertanyent a la família dels asèl·lids.

## Hàbitat
És una espècie estigobiont i demersal.

## Distribució geogràfica
Es troba a Europa: conca del riu Ebre.